# Ligustrum japonicum
El aligustrón (Ligustrum japonicum) es una especie de planta de flores de la familia Oleaceae.
Tiene un porte bajo o medio, 8-10 metros de alto como máximo. Aunque generalmente no pasa de los 5 metros y frecuentemente se presenta en forma arbustiva, sirviendo entonces para formar setos. Cuando se presenta en forma de árbol, las ramillas rectas y lisas, forman una copa cónica globosa con un follaje denso.
Puede vivir en cualquier tipo de suelos, aunque se desarrolla mejor en los terrenos frescos y arenosos. Es resistente a la sequía y a las heladas no muy severas, aunque le perjudican un poco. Tolera las zonas de sombra, aunque crece mejor en las zonas soleadas. Tiene resistencia a la salinidad del suelo. Soporta fácilmente la poda.
Tiene un crecimiento de rápido a medio, y vive alrededor del siglo.
La denominación científica del género, viene de la que ya le diera Plinio el Viejo como derivado del verbo latino lĭgo,āre (atar), debido a que las ramillas jóvenes, por su flexibilidad, sirven para atar.

## Descripción
De tronco algo retorcido y con tendencia a la inclinación. De cruz media baja.
La corteza es lisa y grisácea en la juventud. En cambio en los ejemplares de más edad se torna más oscura y agrietada.
Las hojas son perennes, aunque en los años fríos pueden llegar a perder bastante follaje. Son opuestas, simples, enteras, ovaladas, de ápice acuminado, con 4-10 cm de largo, con un peciolo corto (de 1-1,5 cm) y de base cuneada o ligeramente redondeada.
El nervio central es muy evidente. El color es verde oscuro y brillante en el haz y de un tono más pálido y opaco por el envés.
Las flores son pequeñas, numerosas, de coloración blanquecina, amarillenta o verdosa, son  sésiles o cortamente pediceladas, algo olorosas y están agrupadas en ramilletes terminales (tirsos).
Tienen el cáliz acampanado, truncado, con cuatro dientes de 1,3-1,8 mm; la corola es acampanada, simpétala, con cuatro lóbulos de 3-4 mm, reflejos; androceo con dos estambres esertos, insertos en la boca del tubo de la corola. El gineceo tiene un ovario biloculado, con dos rudimentos seminales en cada lóculo.
Son hermafroditas y florecen a finales de primavera o a principios de verano.
El fruto crece en racimo, son pequeñas drupas globosas y jugosas (bayas) de color negro-azulado, forma elíptica algo irregular y del tamaño de un guisante, de sabor muy amargo. Son tóxicos.
Fructifica a finales del verano, de septiembre a octubre y después permanecen mucho tiempo sobre el árbol.
Algunas veces se han utilizado como colorantes en vinos.

## Distribución
Originario del centro y sur de Japón (Honshū, Shikoku, Kyūshū, Okinawa) y Corea. Se cultiva ampliamente en otras regiones, y se naturaliza en California y en el sureste de Estados Unidos desde Texas hasta Virginia.

## Taxones infraespecíficos
Todos los descritos son meras sinonimias.

## Sinonimia
- Ligustridium japonicum (Thunb.) Spach
- Ligustrum amamianum Koidz.
- Ligustrum amamianum var. rotundifolium (Blume) B.M.Miao
- Ligustrum coriaceum Carrière
- Ligustrum glabrum Decne.
- Ligustrum japonicum var. coriaceum (Carrière) Blume ex H.Lév.
- Ligustrum japonicum f. difformis Blume
- Ligustrum japonicum f. leucocarpum (Honda) T.Yamanaka
- Ligustrum japonicum var. leucocarpum Honda
- Ligustrum japonicum var. ovalifolium Blume
- Ligustrum japonicum f. pubescens (Koidz.) Murata
- Ligustrum japonicum var. pubescens Koidz.
- Ligustrum japonicum f. rotundifolium (Blume) Noshiro
- Ligustrum japonicum var. rotundifolium Blume
- Ligustrum japonicum var. spathulatum Mansf.
- Ligustrum japonicum var. syaryotense Masam. & T.Mori
- Ligustrum kellerianum Vis.
- Ligustrum latifolium Thunb.
- Ligustrum latifolium Vitman nom. illeg.
- Ligustrum lucidum var. coriaceum (Carrière) Decne.
- Ligustrum macrophyllum Decne.
- Ligustrum ovatum Dippel.
- Ligustrum sieboldii Decne.
- Ligustrum syringiflorum Decne.
- Ligustrum syringifolium Decne.
- Ligustrum taquetii H.Lév.[4]

## Usos
La madera es dura y elástica, por lo que sirve para fabricar objetos torneados.